# Schlacht von Calatañazor
Die Schlacht von Calatañazor ist eine legendäre und vermutlich erfundene militärische Auseinandersetzung, die im Juli 1002 stattgefunden haben soll.

## Vorgeschichte und angeblicher Verlauf der Schlacht
Almansor, Kämmerer Hischams II. und faktischer Alleinherrscher im Kalifat von Córdoba, führte im Sommer 1002 wie jedes Jahr einen maurischen Raubzug Richtung Santiago de Compostela und Barcelona. Danach zogen sich die Mauren in ihren Stützpunkt, das Kloster San Millán, zurück. 
Laut spanischen Quellen sollen sich die Truppen von Kastilien, Navarra und León, unter der Führung von Alfons V. von León, in der Provinz Soria zum Kampf gestellt haben.
Auch Sancho I. Garcés, Enkel von Fernán González, habe an der Schlacht teilgenommen. 
Die Begegnung endete, so die Legende, mit einer Niederlage der Mauren. Almansor selber soll schwere Verletzungen erlitten haben, aufgrund deren er erblindet und denen er wenig später erlegen sein soll. Tatsächlich litt Almansor jedoch in den letzten Jahren seines Lebens unter einer schweren Gichterkrankung und wurde im August 1002 bei der Rückkehr von einem siegreichen Feldzug in Medinaceli vom Tod ereilt.

## Geschichtsfälschung
Zu seinen Lebzeiten erlitt Almansor keine einzige militärische Niederlage in seinen Kampagnen gegen die christlichen Reiche. Daher wurde die Legende von der Schlacht von Calatañazor als einzige und tödliche Niederlage dieses Feldherrn als Propagandatext verfasst. In den zeitgenössischen Chroniken, die vom Tod Almansors berichten, wird die angebliche Schlacht nicht erwähnt. Sie taucht erstmals im Chronicon mundi (1236) des Lucas de Tuy († 1249) auf. Lucas führt dabei als christliche Führer fälschlich Bermudo II. von León (956–999) und García Fernández von Kastilien (938–995) an, die beide zum angeblichen Zeitpunkt der Schlacht bereits seit Jahren verstorben waren. Die Ahistorizität der Schlacht wurde erstmals 1881 von dem Orientalisten Reinhart Dozy festgestellt. Die moderne Geschichtsschreibung geht einhellig davon aus, dass es sich bei der Schlacht um eine Erfindung handelt.

## Folgen
Der Tod von Almansor wurde als großer Sieg der christlichen Seite gefeiert und diente dazu, die Moral der christlichen Seite zu stärken. Aus Anlass des Todes wurde auch die Legende dieser Schlacht verfasst, die noch Jahrhunderte später in vielen spanischen Schulbüchern stand. Der Tod von Almansor führte auch zu einer inneren Krise des Kalifats.